# LABO System 123
LABO System 123（ラボ・システム いちにいさん）は、1991年以前に川上量生を含む京都大学教育ソフト研究開発クラブが開発した数式ワープロソフトである。

## 概要
全国の生協と株式会社ソフトウェアジャパンを通して2万本以上が出荷されたが、開発終了時にパブリックドメインにすると宣言された。川上量生は大学卒業後、株式会社ソフトウェアジャパンに勤めたが、1997年に経営悪化のため業務停止（その後破産）、同年8月に株式会社ドワンゴを立ち上げている。

## フォント問題
24ドット、32ドット、48ドットの、3種類の解像度のビットマップフォントが含まれており、24ドットのものは日本規格協会発行のJIS X 9052（ドットプリンタ用24ドット字形）、32ドットのものはオリジナルだと主張していた。以下に付属文書からの抜粋を示す。

「LABOsystem123」の版権・著作権は京都大学教育ソフト研究開発クラブが所有しています。ただし24ドットフォントファイルは日本通商産業省公認の財団法人 日本規格協会発行のJISX9052（製作者写研）から供給されたデータを使用しており、著作権は当クラブにはありません。従ってこのフォントファイルを他のソフトウエアーに使用することはできません。

32ドットフォントはオリジナルに作成したものですが、作成過程から考えてフォントファイルとしての著作権は主張できませんし販売／転用は不可能です。なお、フォント作成・修正エディタープログラムに関する著作権は当クラブにあります。 

このソフトウェアがパブリックドメイン宣言されたことで、フォントもパブリックドメインになったと解釈され、このフォントを元に渡邊フォント、東風フォント、Kandataなどのフォントが派生した。
2003年、含まれていた32ドットのビットマップフォントが、1980年代にタイプバンクと日立製作所デザイン研究所によって開発された商用フォントであるタイプバンク明朝（日立明朝体）に酷似していることが発覚。派生フォントや、派生フォントを含んで配布されていたソフトウェアなどに、多大な影響を与えた。
含まれていた48ドットのビットマップフォントには問題が見つかっておらず、Debianではhbf-kanji48として配布されている。